# پل سویج (کورلر)
پل سویج (انگلیسی: Paul Savage؛ زادهٔ ۲۵ ژوئن ۱۹۴۷) ورزشکار کرلینگ اهل کانادا است.